# 單子 (範疇論)
數學的分支範疇論中，單子（英語：monad），又稱三元組（triple, triad）、標準構造（standard construction）、基本構造（fundamental construction），是一個內函子（即由某範疇映到自身的函子），連同滿足特定連貫條件的兩個自然變換，三者構成的整體。單子用於研究互為伴隨的函子對，並將偏序集上的闭包算子推廣到任意範疇。

## 導論與定義
單子是一類內函子（連同其他資訊）。例如，若{\displaystyle F}和{\displaystyle G}為一對伴隨函子，{\displaystyle F}為{\displaystyle G}的左伴隨，則複合{\displaystyle G\circ F}是單子。若{\displaystyle F}與{\displaystyle G}互為逆函子，則對應的單子是恆等函子。一般而言，伴隨關係並不等同范畴的等价，而可以聯繫不同性質的範疇。為了探討伴隨關係所「保持」的性質，數學家研究單子論。理論的另一半，即藉考慮{\displaystyle F\circ G}，以研究伴隨關係，是單子論的對偶理論。該類函子稱為餘單子（英語：comonad）。

### 嚴格定義
本條目中，{\displaystyle {\mathcal {C}}}皆表示某範疇。{\displaystyle {\mathcal {C}}}上的單子是函子{\displaystyle T:{\mathcal {C}}\to {\mathcal {C}}}，連同兩個自然變換，分別是單位{\displaystyle \eta :1_{\mathcal {C}}\to T}（其中{\displaystyle 1_{\mathcal {C}}}是{\displaystyle {\mathcal {C}}}上的恆等函子）與乘法{\displaystyle \mu :T^{2}\to T}（其中{\displaystyle T^{2}}是複合{\displaystyle T\circ T}，亦是{\displaystyle {\mathcal {C}}}到{\displaystyle {\mathcal {C}}}的函子），且要滿足下列連貫條件：
- {\displaystyle \mu \circ T\mu =\mu \circ \mu T}（左右皆為{\displaystyle T^{3}\to T}的自然變換）。此處{\displaystyle T\mu }與{\displaystyle \mu T}經水平複合而得。
- {\displaystyle \mu \circ T\eta =\mu \circ \eta T=1_{T}}（兩者皆為{\displaystyle T\to T}的自然變換）。此處{\displaystyle 1_{T}}表示由函子{\displaystyle T}到自身的恆等自然變換。

以上兩式，亦可以下列交換圖複述：
|  |  |  |

記號{\displaystyle T\mu }與{\displaystyle \mu T}的含義，參見自然變換，又或考慮以下更具體的寫法，不用水平複合記號，並將各函子作用在任意物件{\displaystyle X}上：
|  |  |  |

定義中，若將{\displaystyle \mu }當成幺半群的乘法，則第一條公理類似幺半群的乘法結合律，而第二條公理類似單位元的存在性（由{\displaystyle \eta }給出）。準確而言，{\displaystyle {\mathcal {C}}}上的單子，可以等價地定義為{\displaystyle {\mathcal {C}}}的內函子範疇{\displaystyle \mathbf {End} _{\mathcal {C}}}中的幺半群。（該範疇的物件是{\displaystyle C}上的內函子，而態射是內函子間的自然變換，幺半結構來自內函子的複合運算。）如此，單子不僅在形式上具有與幺半群相似的公理，甚而單子就是幺半群的特例。

### 冪集單子
冪集單子{\displaystyle {\mathcal {P}}}是集合範疇{\displaystyle \mathbf {Set} }上的單子。其定義中，函子{\displaystyle T}取為冪集運算，即{\displaystyle T(A)}為集合{\displaystyle A}的冪集，而對於函數{\displaystyle f:A\to B}，{\displaystyle T(f)}將{\displaystyle A}的子集映至其像集，即{\displaystyle T(f)(A')=f[A']}。對每個集合{\displaystyle A}，有函數{\displaystyle \eta _{A}:A\to T(A)}，對每個元素{\displaystyle a\in A}映至單元子集{\displaystyle \{a\}}， 並有函數
{\displaystyle \mu _{A}\colon T(T(A))\to T(A),}
將{\displaystyle A}的若干個子集構成的族，映至該些子集的並集。以上是冪集單子的定義。
兩個單子的複合，未必為單子。舉例，冪集單子{\displaystyle {\mathcal {P}}}的二次疊代{\displaystyle {\mathcal {P}}\circ {\mathcal {P}}}，無法配備單子結構。

### 餘單子
取上節定義的範疇論對偶，便是餘單子（或餘三元組）的定義。簡單複述，範疇{\displaystyle {\mathcal {C}}}上的餘單子，是對偶範疇{\displaystyle C^{\mathrm {op} }}上的單子。所以，餘單子是由{\displaystyle {\mathcal {C}}}到{\displaystyle {\mathcal {C}}}的某個函子{\displaystyle U}，連同餘單位與餘乘法（英語：counit and comultiplication）兩個自然變換，組成的整體，而三者所要滿足的公理，是將原定義中所有態射反轉方向而得。
單子之於幺半群，如同餘單子之於餘幺半群。每個集合皆是餘幺半群，且僅有唯一一種方式，所以抽象代數中，較少考慮餘幺半群。然而，在線性代數中，向量空間範疇（配備張量積）的餘幺半群較為重要，以餘代數之名為人所知。

### 歷史
單子的概念最早由羅傑·戈德芒於1958年提出，當時稱為「標準構造」（英語：standard construction）。實際上，該書用到的是餘單子，用作解決某個層餘調問題。
其後，單子又出現於彼得·胡伯（Peter Huber）對範疇同倫的研究中。該論文包含由任意一對伴隨函子得出單子的證明。
1965年，海因里希·克萊斯利，及塞缪尔·艾伦伯格、約翰·柯曼·摩爾二人分別獨立證明反向的結論，即每個單子皆可由某對伴隨函子產生。後一篇論文中，將單子稱為「三元組」。
1963年，威廉·洛維爾提出泛代數的範疇論。1966年，弗雷德·林頓（Fred Linton）將該理論用單子的語言表達。單子本身來自拓撲方面的考量，事先似乎比洛維爾的理論更難處理，但已成為用範疇論語言闡述泛代數的方法中，較常見的一個。現今常用的英文名稱是1971年由桑德斯·麥克蘭恩在《現職數學家用的範疇》引入，以其類似單子論中的同名哲學概念，即某種能生出其他所有事物的實體。
1980年代，歐金尼奧·莫吉在理論計算機科學中，利用單子，為電腦程式的若干方面建立模型，包括例外處理、邊界情況。此後，有多種函數式編程語言仔細實作此想法，作為一種基本規律，同樣稱為單子。2001年，若干數學家注意到，用單子研究程式標誌語意的方法，與洛維爾的理論，兩者之間有關聯。。此為代數與語義間的聯繫，是後來活躍的研究課題。

## 例子

### 伴隨的複合
若有伴隨關係
{\displaystyle F:{\mathcal {C}}\rightleftarrows {\mathcal {D}}:G}
（即{\displaystyle F}為{\displaystyle G}的左伴隨，下同），則由此有{\displaystyle {\mathcal {C}}}上的單子。此普遍的構造，取內函子為複合
{\displaystyle T=G\circ F,}
而單位自然變換來自伴隨的單位{\displaystyle \eta :\operatorname {id} _{\mathcal {C}}\to G\circ F}，乘法自然變換源自伴隨的餘單位{\displaystyle \varepsilon }：
{\displaystyle T^{2}=G\circ F\circ G\circ F\xrightarrow {G\circ \varepsilon \circ F} G\circ F=T.}
反之，給定單子，可以明確找回一對伴隨函子，使單子為該對伴隨函子的複合。此構造用到下節定義的{\displaystyle T}代數的艾倫伯格－摩爾範疇{\displaystyle C^{T}}。

#### 兩重對偶
給定域{\displaystyle k}，雙重對偶單子（英語：double dualisation monad）源自伴隨關係
{\displaystyle (-)^{*}:\mathbf {Vect} _{k}\rightleftarrows \mathbf {Vect} _{k}^{\mathrm {op} }:(-)^{*},}
其中兩個函子{\displaystyle (-)^{*}}皆將{\displaystyle k}向量空间{\displaystyle V}映至對偶空間{\displaystyle V^{*}:=\operatorname {Hom} (V,k)}，所以對應的單子將向量空間{\displaystyle V}映至雙對偶{\displaystyle V^{**}}。Kock (1970)對此有更廣泛的討論。

#### 偏序集的閉包算子
偏序集{\displaystyle (P,\leq )}可以視為特殊的範疇，任意兩件物件之間有最多一支態射，且{\displaystyle x}到{\displaystyle y}有態射当且仅当偏序中{\displaystyle x\leq y}。於是，偏序集之間的函子，即是保序映射，而伴隨函子對，則組成兩偏序集間的伽罗瓦连接，相應的單子是伽羅華連接的闭包算子。

#### 自由遺忘伴隨
又舉例，設{\displaystyle G}為群範疇{\displaystyle \mathbf {Grp} }至集合范畴{\displaystyle \mathbf {Set} }的遺忘函子，將群映至其基集，又設{\displaystyle F}為自由函子，由{\displaystyle \mathbf {Set} }到{\displaystyle \mathbf {Grp} }，則{\displaystyle F}是{\displaystyle G}的左伴隨。此時，對應的單子{\displaystyle T=G\circ F}的作用是，輸入一個集合{\displaystyle X}，輸出自由群{\displaystyle F(X)}的基集，即字母取自{\displaystyle \{x,x^{-1}:x\in X\}}，且無相鄰兩個字母互為逆元的字串的集合。
該單子的單位變換，由包含映射
{\displaystyle \eta _{X}:X\rightarrow T(X)}
給出，該包含映射將{\displaystyle X}的任意元素，看成僅得一個字元的字串，從而是{\displaystyle T(X)}的元素。最後，單子的乘法
{\displaystyle \mu _{X}:T(T(X))\rightarrow T(X)}
是串接或「壓平」運算，將若干條字串組成的串，映至該串中所有字串前後連接而成的一條字串。至此描述完單子的兩個自然變換。
前述例子中，自由群可以推廣至其他種類的代數結構，即泛代数意義下的任意一簇代數。如此，每類代數定義了集合範疇上的一個單子。更重要的是，該類代數的範疇，可從單子找回，即單子的艾倫伯格－摩爾代數範疇，故單子可視為泛代數之簇的推廣。
另外，尚有一個單子源自伴隨關係。在向量空間範疇{\displaystyle \mathbf {Vect} }上，若{\displaystyle T}表示將向量空間{\displaystyle V}映至其张量代数{\displaystyle T(V)}的內函子，則相應有單位自然變換將{\displaystyle V}嵌入到其张量代数，並有乘法自然變換，在{\displaystyle V}處的分量是態射{\displaystyle T(T(V))\to T(V)}，將張量積之張量積展開化簡。

### 餘密度單子
只要滿足某些不強的條件，無左伴隨的函子也可以產生單子，稱為餘密度單子。例如，從有限集合範疇{\displaystyle \mathbf {FinSet} }到集合範疇{\displaystyle \mathbf {Set} }的包含函子無法配備左伴隨，但其餘密度單子定義在{\displaystyle \mathbf {Set} }上，將任意集合{\displaystyle X}映至其上所有超滤子的集合{\displaystyle \beta X}。 類似例子見於Leinster (2013)。

## 單子的代數
給定範疇{\displaystyle {\mathcal {C}}}上的單子{\displaystyle (T,\eta ,\mu )}，可以考慮{\displaystyle {\mathcal {C}}}中的{\displaystyle {\boldsymbol {T}}}代數物件。{\displaystyle T}在該些物件上的作用，與單子的單位與乘法相容。具體而言，{\displaystyle {\boldsymbol {T}}}代數{\displaystyle (x,h)}是{\displaystyle {\mathcal {C}}}中的物件{\displaystyle x}，連同態射{\displaystyle h:Tx\to x}（稱為該代數的結構映射），使得圖
|  |  | 及 |

皆可交換。
{\displaystyle T}代數間的態射{\displaystyle f:(x,h)\to (x',h')}是{\displaystyle {\mathcal {C}}}中的態射{\displaystyle f:x\to x'}，且要使
可交換。於是，{\displaystyle T}代數及之間的態射組成範疇，稱為艾倫伯格－摩爾範疇（英語：Eilenberg–Moore category），記為{\displaystyle {\mathcal {C}}^{T}}.

### 例子

#### 自由群單子上的代數
若{\displaystyle T}為前述自由群單子，則{\displaystyle T}代數是集合{\displaystyle X}，連同由{\displaystyle X}生成的自由群{\displaystyle F(X)}到{\displaystyle X}的映射（求值，），且該映射要滿足結合律與單位元的公理。換言之，{\displaystyle X}本身就具有群結構，而{\displaystyle F(X)}至{\displaystyle X}的映射，是將字串按{\displaystyle X}的群乘法，計算所得的結果

#### 分佈單子上的代數
另一個例子是集合範疇上的分佈單子（英語：distribution monad）{\displaystyle {\mathcal {D}}}，其將集合{\displaystyle X}映至其上所有有限支撐的概率分佈的集合。該等分佈，是函數{\displaystyle f:X\to [0,1]}，僅於有限多個元素{\displaystyle x\in X}處取值非零，而各元素處取值之和為{\displaystyle 1}。以符號表示，
{\displaystyle {\mathcal {D}}(X)=\left\{f:X\to [0,1]:{\begin{matrix}\#{\text{supp}}(f)<+\infty ,\\\sum _{x\in X}f(x)=1\end{matrix}}\right\}.}
可由定義證明，分佈單子上的代數，等同於凸集，即集合要配備二元運算{\displaystyle +_{r}}（對每個{\displaystyle r\in [0,1]}），滿足的公理比照歐氏空間中，凸組合{\displaystyle (x,y)\mapsto rx+(1-r)y}具備的性質。

#### 對稱單子上的代數
另一個有用的單子，是交換環{\displaystyle R}的模範疇{\displaystyle \mathbf {Mod} _{R}}上的對稱代數單子
{\displaystyle {\text{Sym}}^{\bullet }(-):\mathbf {Mod} _{R}\to \mathbf {Mod} _{R}}
將{\displaystyle R}模{\displaystyle M}映到各階對稱張量冪的直和
{\displaystyle {\text{Sym}}^{\bullet }(M)=\bigoplus _{k=0}^{\infty }{\text{Sym}}^{k}(M)}
其中{\displaystyle {\text{Sym}}^{0}(M)=R}。例如，{\displaystyle {\text{Sym}}^{\bullet }(R^{\oplus n})\cong R[x_{1},\ldots ,x_{n}]}，左右兩邊作為{\displaystyle R}模同構。如此，對稱代數單子上的代數，是交換{\displaystyle R}代數。類似地，也有反對稱張量單子{\displaystyle {\text{Alt}}^{\bullet }(-)}與全張量單子{\displaystyle T^{\bullet }(-)}，相應的代數分別是反對稱{\displaystyle R}代數與自由{\displaystyle R}代數，故
{\displaystyle {\begin{aligned}{\text{Alt}}^{\bullet }(R^{\oplus n})&=R(x_{1},\ldots ,x_{n}),\\{\text{T}}^{\bullet }(R^{\oplus n})&=R\langle x_{1},\ldots ,x_{n}\rangle ,\end{aligned}}}
前者是{\displaystyle R}上添加{\displaystyle n}個生成元的自由反對稱代數，而後者則是{\displaystyle n}個生成元的自由代數。

#### E∞環譜中的交換代數
對於可交換{\displaystyle \mathbb {S} }代數，亦有類似的構造，:113對於可交換{\displaystyle \mathbb {S} }代數{\displaystyle A}，對應單子上的代數是可交換的{\displaystyle A}代數。若{\displaystyle \mathbf {Mod} _{A}}表示{\displaystyle A}模的範疇，則可以考慮函子{\displaystyle \mathbb {P} :\mathbf {Mod} _{A}\to \mathbf {Mod} _{A}}，定義為
{\displaystyle \mathbb {P} (M)=\bigvee _{j\geq 0}M^{j}/\Sigma _{j},}
其中
{\displaystyle M^{j}=\underbrace {M\wedge _{A}\cdots \wedge _{A}M} _{j}.}
此函子是單子，而由該單子上的代數範疇，可以得到可交換{\displaystyle A}代數的範疇{\displaystyle {\mathcal {C}}_{A}}。

## 單子與伴隨
如前文所述，任何伴隨關係皆產生單子。反之，每個單子{\displaystyle T}皆可由某個伴隨關係產生，即原範疇與{\displaystyle T}代數的艾倫伯格－摩爾範疇之間的自由－遺忘伴隨
{\displaystyle T(-):{\mathcal {C}}\rightleftarrows {\mathcal {C}}^{T}:F.}
其中，左伴隨{\displaystyle T(-)}將{\displaystyle {\mathcal {C}}}的物件{\displaystyle x}映到自由{\displaystyle T}代數{\displaystyle T(x)}，右伴隨{\displaystyle F}則將{\displaystyle T}代數{\displaystyle (x,h)}遺忘掉{\displaystyle h}，變回{\displaystyle x}。然而，通常有多組不同的伴隨關係產生同樣的單子，該些伴隨關係組成範疇{\displaystyle \mathbf {Adj} ({\mathcal {C}},T)}：物件是伴隨關係{\displaystyle (F,G,\eta ,\varepsilon )}使得{\displaystyle (GF,\eta ,G\varepsilon F)=(T,\eta ,\mu )}，而態射是在{\displaystyle {\mathcal {C}}}一側為恆等函子的伴隨關係態射。如此，艾倫伯格－摩爾範疇的自由－遺忘伴隨{\displaystyle {\mathcal {C}}^{T}}是{\displaystyle \mathbf {Adj} ({\mathcal {C}},T)}的終物件，而始物件是克萊斯利範疇{\displaystyle {\mathcal {C}}_{T}}，定義為{\displaystyle {\mathcal {C}}^{T}}中的自由{\displaystyle T}代數組成的完全子範疇，即僅包含形如{\displaystyle T(x)}的{\displaystyle T}代數，其中{\displaystyle x}歷遍{\displaystyle {\mathcal {\mathcal {C}}}}的物件。

### 單子伴隨
設有伴隨關係{\displaystyle (F:{\mathcal {C}}\to {\mathcal {D}},G:{\mathcal {D}}\to {\mathcal {C}},\eta ,\varepsilon )}，對應單子為{\displaystyle T}，則函子{\displaystyle G}可分解為
{\displaystyle {\mathcal {D}}\xrightarrow {\tilde {G}} {\mathcal {C}}^{T}\xrightarrow {F} {\mathcal {C}},}
其中{\displaystyle F}是遺忘函子。換言之，對{\displaystyle {\mathcal {D}}}中任意物件{\displaystyle Y}，都能賦予{\displaystyle G(Y)}自然的{\displaystyle T}代數結構。若分解式中，首個函子{\displaystyle {\tilde {G}}}給出{\displaystyle {\mathcal {D}}}與{\displaystyle C^{T}}兩範疇間的等價，則形容該伴隨關係為單子的（英語：monadic）。後亦引申用作形容函子，若函子{\displaystyle G:{\mathcal {D}}\to {\mathcal {C}}}有左伴隨{\displaystyle F}，且該伴隨關係為單子的，則{\displaystyle G}亦稱為單子的。例如，群範疇與集合範疇間的自由－遺忘伴隨是單子的，因為相應單子{\displaystyle T}上的{\displaystyle T}代數是群（見前文）。一般而言，若有伴隨關係{\displaystyle (F:{\mathcal {C}}\to {\mathcal {D}},G:{\mathcal {D}}\to {\mathcal {C}},\eta ,\varepsilon )}為單子的，則單從{\displaystyle {\mathcal {C}}}的物件及其上的{\displaystyle T}作用，已足以重組出{\displaystyle {\mathcal {D}}}的物件。

### 貝克單子性定理
貝克單子性定理給出伴隨關係在何種充要條件下為單子的。定理有以下簡化版：

若滿足以下三項條件：
- {\displaystyle G}為保守函子，換言之，{\displaystyle G}反映同構（英語：Isomorphism of categories），即對{\displaystyle {\mathcal {D}}}中每一支態射，其為同構當且僅當在{\displaystyle G}作用下的像為{\displaystyle {\mathcal {C}}}中的同構；
- {\displaystyle {\mathcal {C}}}有餘等化子；
- {\displaystyle G}保餘等化子；

則{\displaystyle G}為單子的。

例如，由緊豪斯多夫空间範疇{\displaystyle \mathbf {CHaus} }到集合範疇{\displaystyle \mathbf {Set} }的遺忘函子是單子的。然而，由任意拓撲空間範疇{\displaystyle \mathbf {Top} }到集合範疇{\displaystyle \mathbf {Set} }的遺忘函子則並非單子的，而定理中，保守函子的條件不成立，因為有非緊或非豪斯多夫空間，之間存在連續雙射，但不為同胚。
貝克定理有對偶版本，刻劃餘單子伴隨關係，對拓撲斯論及有關下降的代数几何課題有用。
餘單子的伴隨關係，首先有下列例子：
{\displaystyle -\otimes _{A}B:\mathbf {Mod} _{A}\rightleftarrows \mathbf {Mod} _{B}:F,}
其中{\displaystyle A,B}皆為交換環，左伴隨用到的張量積{\displaystyle \otimes _{A}}的定義中，選定了環同態{\displaystyle A\to B}，而右伴隨{\displaystyle F}是遺忘函子。根據貝克定理，當且僅當{\displaystyle B}為忠實平坦{\displaystyle A}模時，該伴隨為餘單子的。所以，可將配備下降數據（即源自伴隨關係的餘單子的作用）的{\displaystyle B}模，降成{\displaystyle A}模。所得的忠實平坦下降理論，廣泛應用於代數幾何。

## 用途
函数式编程中，會使用單子表達某類（有時有副作用的）順序式計算，見单子 (函数式编程)。
範疇論邏輯中，藉闭包算子、內代數，以及兩者與S4模態邏輯、直觉主义逻辑的關係，能以單子餘單子理論類比模态逻辑。

## 推廣
亦可定義2-範疇{\displaystyle {\mathcal {C}}}中的單子。